# Marktplatz 12 (Gräfenberg)

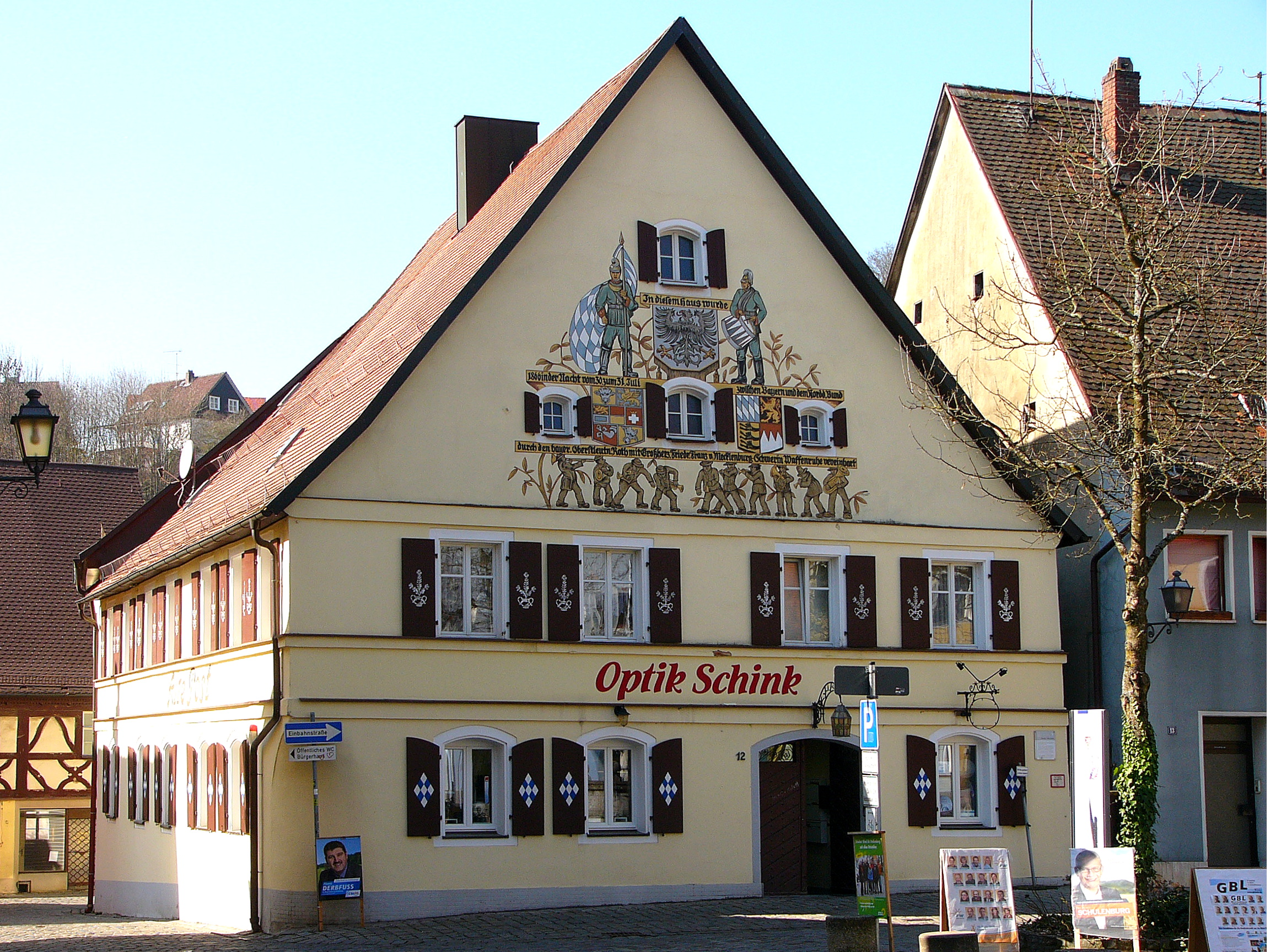
Haus Marktplatz 12 in Gräfenberg

Das Gebäude Marktplatz 12 in Gräfenberg, einer Stadt im oberfränkischen Landkreis Forchheim in Bayern, wurde ursprünglich in den 1380er Jahren errichtet. 1371 erhielt Gräfenberg unter Karl IV. das Stadtrecht.
Der Marktplatz wurde in der Folgezeit planmäßig angelegt und genießt heute mit der Aktennummer E-4-74-132-1 Ensembleschutz.

## Beschreibung
Die heute erhaltene Bausubstanz des Fachwerkhauses wurde nach einem großen Stadtbrand um 1567 errichtet und ist ein geschütztes Baudenkmal (Nr. D-4-74-132-63).
Das Bauwerk war zunächst eine Posthalterei, dann der Gasthof Zum Weißen Ross und später das Hotel Alte Post. Das zweigeschossige Satteldachhaus in Ecklage besitzt ein massives Erdgeschoss und ein verputztes Fachwerkobergeschoss. In späterer Zeit folgte ein Ausbau, Im Giebelfeld trägt ein Gemälde von Georg Prell aus dem Jahr 1927 die folgende Inschrift: „In diesem Haus wurde 1866 in der Nacht vom 30. zum 31. Juli zwischen Bayern und dem Nordd. Bund durch den bayer. Oberstleutn. Roth mit Großherz. Friedr. Franz v. Mecklenburg-Schwerin Waffenruhe vereinbart“.